# Colonia Benito Juárez, Playa Vicente
Colonia Benito Juárez är en ort i Mexiko.   Den ligger i kommunen Playa Vicente och delstaten Veracruz, i den sydöstra delen av landet, 400 km öster om huvudstaden Mexico City. Colonia Benito Juárez ligger 69 meter över havet och antalet invånare är 231.
Terrängen runt Colonia Benito Juárez är huvudsakligen platt. Colonia Benito Juárez ligger nere i en dal. Runt Colonia Benito Juárez är det ganska glesbefolkat, med 24 invånare per kvadratkilometer. Närmaste större samhälle är Abasolo del Valle, 12,0 km söder om Colonia Benito Juárez. Omgivningarna runt Colonia Benito Juárez är en mosaik av jordbruksmark och naturlig växtlighet.